# Museo Arqueológico de Tasos
El Museo Arqueológico de Tasos (del griego: Αρχαιολογικό Μουσείο Θάσου) está ubicado en Tasos, una isla situada al norte del mar Egeo, cerca de la costa de Tracia en Grecia.

## Historia del museo
A principios del siglo XX, cuando se iniciaron las excavaciones dirigidas por la Escuela Francesa de Atenas, se usó el edificio de una escuela para albergar algunos de los hallazgos. Posteriormente, entre 1931 y 1935, se construyó un edificio destinado específicamente a la función de museo. Con el paso de los años hubo necesidad de aumentar el espacio expositivo, por lo que se construyó una nueva ala en el edificio entre 1989 y 1999. Tras la ampliación, el museo cuenta en total con 2376 m², de los que unos 1400 se destinan a la exposición permanente.

## Colecciones
El museo contiene una colección de objetos que permiten exponer la historia de la isla de Tasos.
En el patio se exponen algunos grandes objetos realizados con el famoso mármol de Tasos, como sarcófagos, altares, elementos escultóricos, piedras de molino y estatuas, además de un suelo de mosaico de una villa romana.
Una de las piezas más famosas del museo es un kuros de la época arcaica, de 3.5 m de altura, que se encontró en las excavaciones de 1911, y que se exhibe en la primera sala junto con un relieve votivo del 490 a. C. que representa a dos niñas que llevan ofrendas a una diosa.
Las siguientes salas ofrecen un panorama de la prehistoria de la isla, con datos sobre su entorno natural y hallazgos del Paleolítico, Neolítico, Edad del Bronce y Edad del Hierro como herramientas, recipientes, joyas y otros pequeños objetos. También se exponen las reconstrucciones de una casa de la Edad del Bronce tardía y de un monumento funerario de la Edad del Hierro.
Los hallazgos de la antigua ciudad de Tasos comprenden objetos de cerámica desde el siglo VII a. C., inscripciones, elementos arquitectónicos de sus edificios y algunos objetos importados de Oriente. Se expone también la evolución urbanística de la ciudad desde su fundación hasta el periodo bizantino y cómo fue la vida cotidiana de sus habitantes. 
Al periodo romano pertenecen diversos monumentos e inscripciones epigráficas. Destaca una estatua del emperador Adriano. También se exponen hallazgos de las primeras iglesias bizantinas.
Otras secciones presentan la historia de Tasos a través de otras áreas temáticas: las prácticas religiosas, las actividades económicas y productivas —con monedas de todos los periodos y especial atención al cultivo de la vid—, el arte de modelar el barro, el arte de esculpir el mármol y los usos funerarios.

## Galería

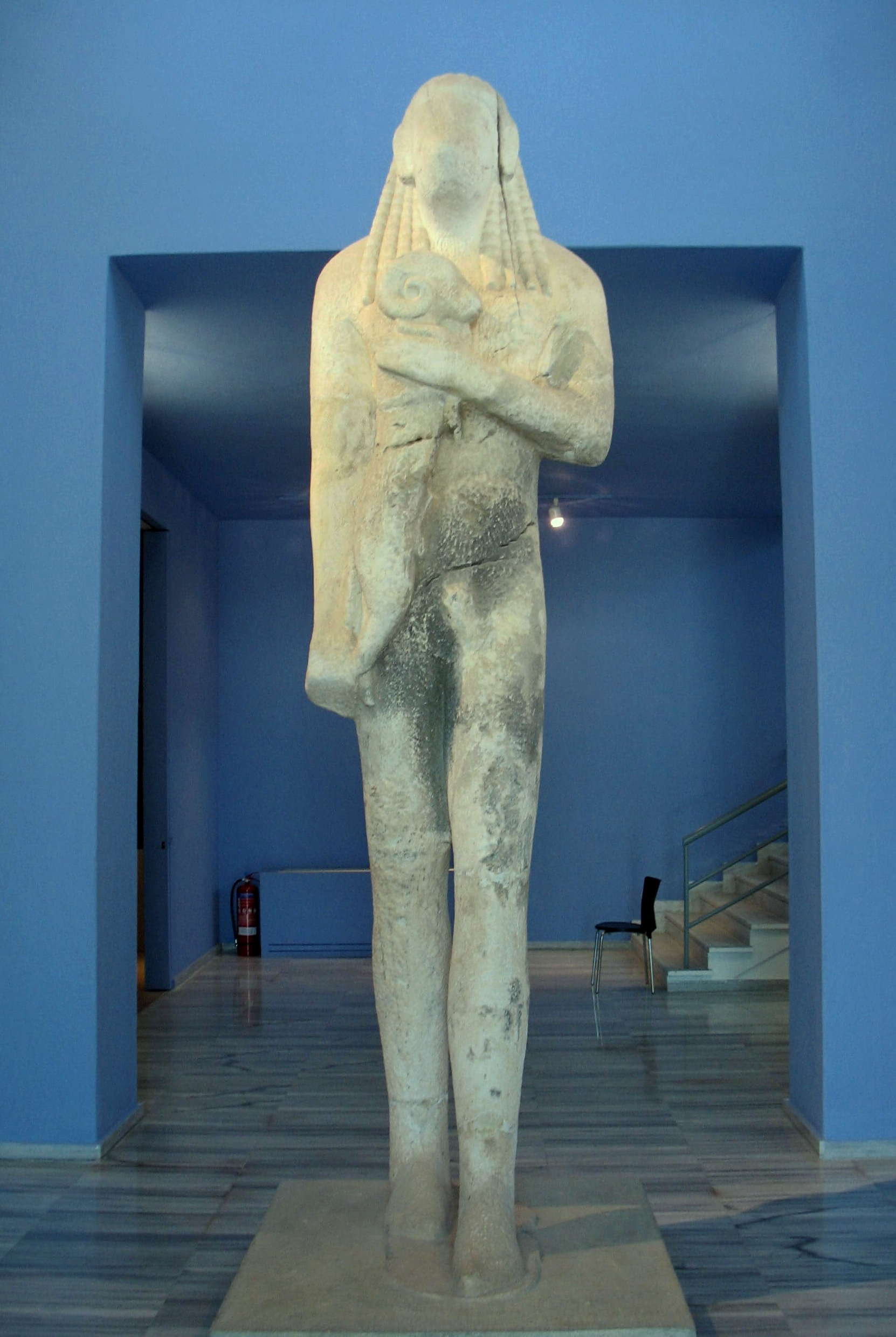
Kuros portando un carnero, del periodo arcaico.
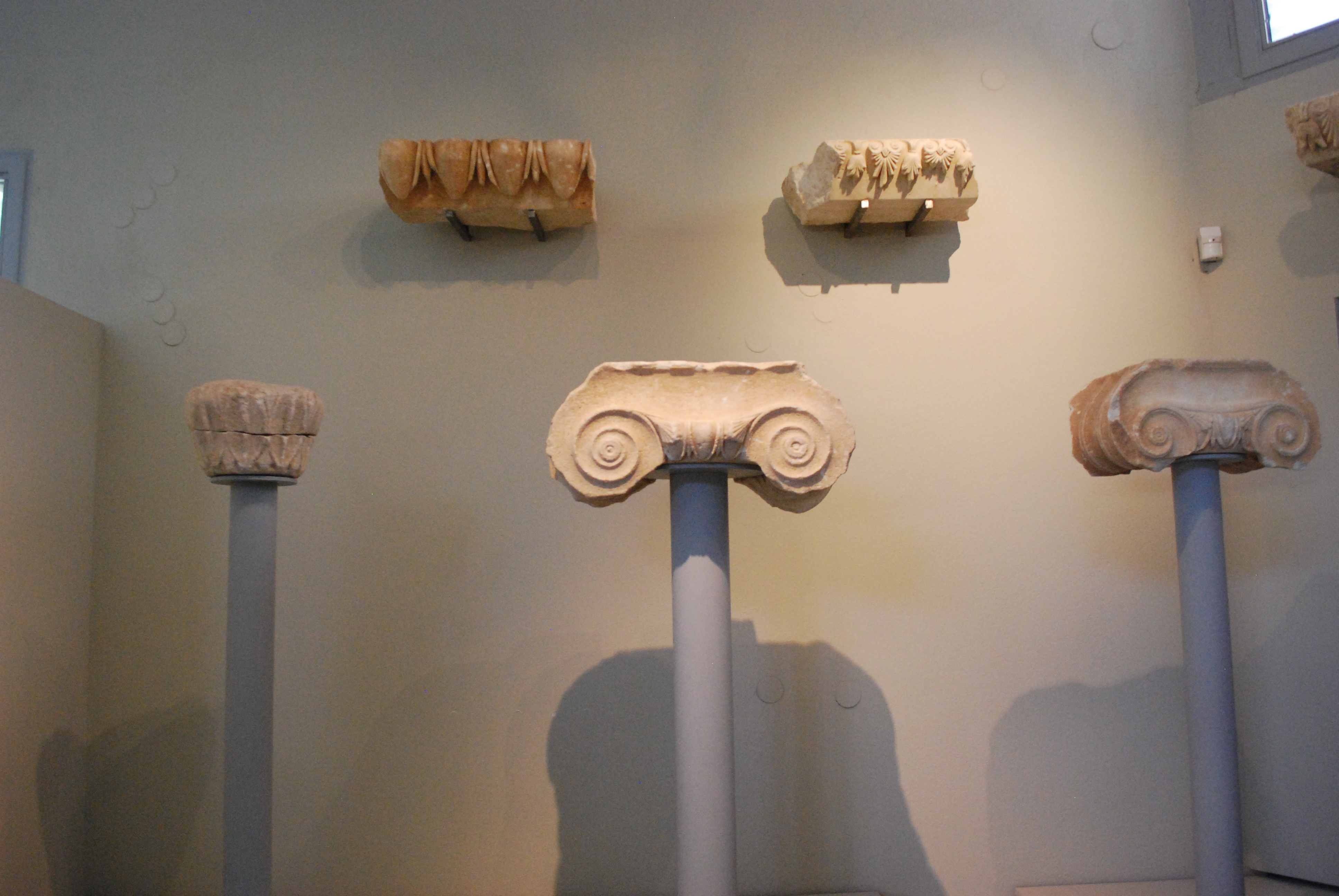
Capiteles arquitectónicos
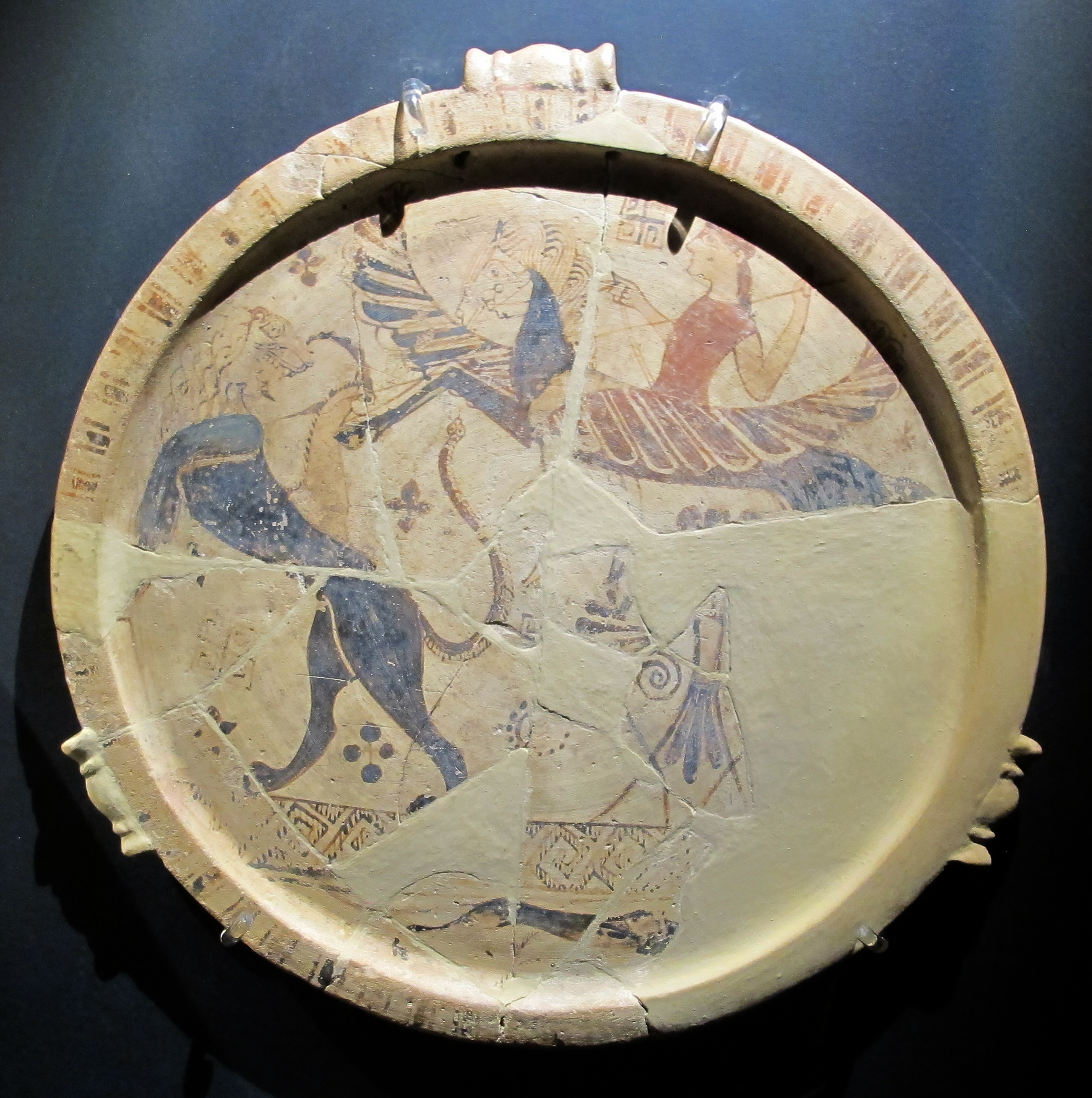
Cerámica con escena mitológica de la Quimera, Belerofonte y Pegaso.
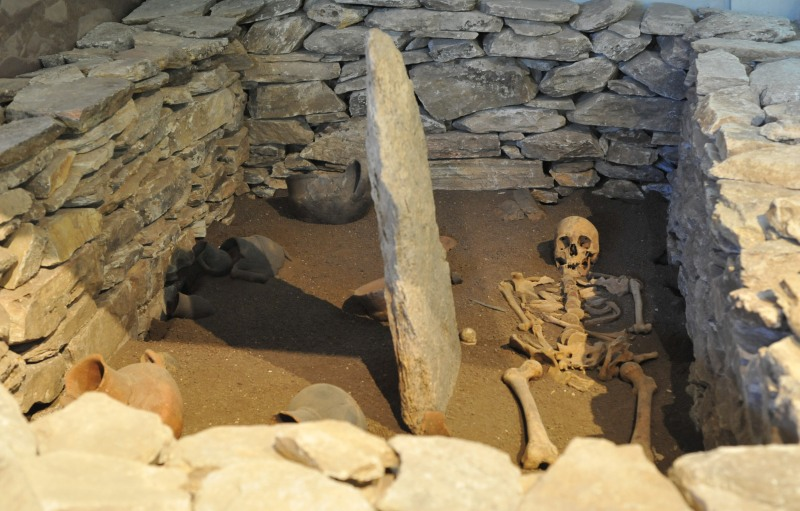
Reconstrucción de una tumba de la Edad del Hierro.